# Маркироло
Маркироло (итал. Marchirolo) — коммуна в Италии, располагается в провинции Варесе области Ломбардия.
Население составляет 3153 человека, плотность населения составляет 631 чел./км². Занимает площадь 5 км². Почтовый индекс — 21030. Телефонный код — 0332.
Покровителем коммуны почитается святитель Мартин Турский, празднование 11 ноября.